# Audi RS 3 LMS
Der Audi RS 3 LMS ist ein Rennwagen der Klasse TCR auf der Basis des überarbeiteten Audi A3/Audi RS 3. Der Verkauf begann Ende 2016. Vorher wurde das Fahrzeug zu Test- und Erprobungszwecken von Phoenix Racing bei der VLN eingesetzt. Der Audi RS 3 LMS ist das erste TCR-Modell von Audi Sport. Der Motor des Audi RS 3 LMS ist derselbe wie im SEAT Leon TCR und Volkswagen Golf GTI TCR.

## Technik
Mit Kotflügel-Verbreiterungen, dem tiefgezogenen Frontsplitter, einem großen Luftauslass auf der Motorhaube und dem von oben aufgehängten Heckflügel erinnert der Audi RS 3 LMS an einen DTM-Rennwagen kurz nach der Jahrtausendwende, allerdings mit einer wesentlich größeren Seriennähe: Die Stahlkarosserie stammt nahezu unverändert aus der Serie.
Für den Renneinsatz wurde die im Werk Győr produzierte Karosserie lediglich erleichtert, in einigen Bereichen verstärkt und mit einer Sicherheitszelle aus Stahlrohr versehen, die dem Fahrer bessere Sicherheit bietet. Auch der Vierzylinder-Zweiliter-TFSI-Motor stammt fast unverändert aus der Serie. In der TCR-Version leistet er 243 kW (330 PS). Der Audi RS 3 LMS beschleunigt in rund 4,5 Sekunden von 0 auf 100 km/h und erreicht eine Höchstgeschwindigkeit von etwa 240 km/h. Wie vom Reglement vorgeschrieben hat das Fahrzeug Vorderradantrieb.
Die Vorderräder sind an MacPherson-Federbeinen und Querlenkern aufgehängt, hinten hat der Audi RS 3 LMS eine Mehrlenkerachse. Die Fahrzeughöhe, Spur und Sturz sind stufenlos einstellbar, die Stabilisatoren an Vorder- und Hinterachse in drei Stufen. Das sequenzielle Sechsgang-Renngetriebe des Audi RS 3 LMS wurde bereits in anderen Rennwagen des Konzerns verwendet, ebenso das Lamellensperrdifferenzial. Um die Kosten verhältnismäßig niedrig zu halten, sind Fahrhilfen in der TCR-Kategorie verboten. Deshalb hat der Audi RS 3 LMS weder ein Antiblockiersystem (ABS) noch eine Traktionskontrolle (ASR) oder ein aktives Differenzialgetriebe. 
Besonders großen Wert legte Audi bei der Entwicklung auf die Sicherheit. Zum Sicherheitspaket zählen ein Sicherheitstank nach FIA-Reglement, eine Rennsport-Sicherheitszelle, der PS3-Sicherheitssitz, FIA-Sicherheitsnetze auf beiden Seiten des Sitzes und eine Rettungsluke im Dach analog zum Audi R8 LMS.

## Renneinsätze

### TCR International Series 2017
10 Rennwochenenden 
| Nr. | Team                  | Fahrzeug      | Reifen | Fahrer            | Rennen | Saisonplatzierung | Punkte |
| --- | --------------------- | ------------- | ------ | ----------------- | ------ | ----------------- | ------ |
| 1   | Comtoyou Racing       | Audi RS 3 LMS | M      | Stefano Comini    | Alle   | 3                 | 196    |
| 6   | Comtoyou Racing       | Audi RS 3 LMS | M      | Frédéric Vervisch | 3–10   | 10                | 84     |
| 81  | ZZZ Team              | Audi RS 3 LMS | M      | Zhendong Zhang    | 9      | 27                | 10     |
| 31  | ASK Vesnić            | Audi RS 3 LMS | M      | Milovan Vesnić    | 5–6    | –                 | 0      |
| 36  | Pit Lane Competizioni | Audi RS 3 LMS | M      | Enrico Bettera    | 5      | –                 | 0      |
| 71  | ZZZ Team              | Audi RS 3 LMS | M      | Tengyi Jiang      | 9      | –                 | 0      |

### TCR Trophy Europe 2017
1 Rennwochenende 
| Nr. | Team        | Fahrzeug            | Reifen | Fahrer           | Rennen 1 | Rennen 2    | Endplatzierung | Punkte |
| --- | ----------- | ------------------- | ------ | ---------------- | -------- | ----------- | -------------- | ------ |
| 10  | LMS Racing  | Audi RS 3 LMS       | Y      | Antti Buri       | 5        | Ausgefallen | 7              | 17     |
| 44  | Kraf Racing | Audi RS 3 LMS       | Y      | Plamen Kralev    | 12       | 17          | 11             | 5      |
| 54  | Wildcard    | Audi RS 3 LMS (DSG) | Y      | Ermanno Dionisio | 11       | 12          | 18             | 1      |

### FIA ETCC 2017
6 Rennwochenenden
| Nr. | Team          | Fahrzeug      | Reifen | Fahrer         | Rennen | Saisonplatzierung | Punkte |
| --- | ------------- | ------------- | ------ | -------------- | ------ | ----------------- | ------ |
| 44  | Kraf Racing   | Audi RS 3 LMS | Y      | Plamen Kralev  | Alle   | 7                 | 25     |
| 32  | ASK GM Racing | Audi RS 3 LMS | Y      | Rudolf Pešović | 2, 5   | 15                | 5      |

### ADAC TCR Germany 2017
7 Rennwochenenden
| Nr. | Team                        | Fahrzeug      | Reifen | Fahrer                | Rennen   | Saisonplatzierung | Punkte |
| --- | --------------------------- | ------------- | ------ | --------------------- | -------- | ----------------- | ------ |
| 18  | AC 1927 Mayen e. V. im ADAC | Audi RS 3 LMS | H      | Sheldon van der Linde | Alle     | 3                 | 315    |
| 14  | Racing One                  | Audi RS 3 LMS | H      | Niels Langeveld       | Alle     | 5                 | 276    |
| 10  | LMS Racing                  | Audi RS 3 LMS | H      | Antti Buri            | 1–2, 4–7 | 8                 | 202    |
| 19  | AC 1927 Mayen e. V. im ADAC | Audi RS 3 LMS | H      | Max Hofer             | Alle     | 11                | 177    |
| 44  | Aust Motorsport             | Audi RS 3 LMS | H      | Sandro Kaibach        | Alle     | 13                | 168    |
| 99  | Target Competition GER      | Audi RS 3 LMS | H      | Tim Zimmermann        | Alle     | 15                | 141    |
| 98  | Target Competition GER      | Audi RS 3 LMS | H      | Tom Lautenschlager    | Alle     | 19                | 95     |
| 82  | GermanFLAVOURS Racing       | Audi RS 3 LMS | H      | Thomas Kramwinkel     | 1–5      | 25                | 35     |
| 54  | Certainty Racing Team       | Audi RS 3 LMS | H      | Simon Reicher         | 1–5, 7   | 28                | 28     |
| 3   | Target Competition SWE-POL  | Audi RS 3 LMS | H      | Gosia Rdest           | 1–5      | 30                | 26     |
| 24  | Aust Motorsport             | Audi RS 3 LMS | H      | Robin Brezina         | 1–3      | 32                | 17     |
| 84  | Racing One                  | Audi RS 3 LMS | H      | Maurits Sandberg      | 1–2, 4–7 | 33                | 16     |
| 40  | Certainty Racing Team       | Audi RS 3 LMS | H      | Dillon Koster         | 1–5      | 34                | 16     |
| 56  | Certainty Racing Team       | Audi RS 3 LMS | H      | Jaap van Lagen        | 7        | 36                | 10     |
| 26  | Aust Motorsport             | Audi RS 3 LMS | H      | Toni Wolf             | 5        | 37                | 6      |
| 25  | Aust Motorsport             | Audi RS 3 LMS | H      | Loris Hezemans        | 4        | 38                | 3      |
| 12  | Target Competition SWE-POL  | Audi RS 3 LMS | H      | Simon Larsson         | Alle     | 40                | 3      |
| 29  | Aust Motorsport             | Audi RS 3 LMS | H      | Max Hesse             | 6–7      | 41                | 0      |
| 31  | Racing One                  | Audi RS 3 LMS | H      | Floris Dullaart       | 3        | 42                | 0      |
| 64  | GermanFLAVOURS Racing       | Audi RS 3 LMS | H      | Sven Markert          | 1–5      | 44                | 0      |